# 巴基斯坦联合通讯社
巴基斯坦联合通讯社（英語：Associated Press of Pakistan，缩写：APP）是巴基斯坦国营通讯社。它与美联社（AP）没有关系。

## 历史

### 缺乏资金
巴基斯坦独立后经济疲软，因此政府无法在财政补贴通讯社。巴基斯坦联合通讯社请求政府以贷款和补贴形式发放。巴基斯坦政府的资助使得巴基斯坦联合通讯社能够订阅国外通讯社的服务，并在全国各大开设办事处。

### 政府接管
巴基斯坦联合通讯社的财务状况持续恶化，直到它处于崩溃边缘。这是由于巴基斯坦信息和广播部拖欠补助的直接结果，造成了国家通讯社的金融危机。它欠了政府的邮政和电报部8拉克卢布，欠了外国通讯社订阅服务费12拉克卢布。巴基斯坦政府在1961年7月15日介入并接管通讯社。

## 编辑运营
除了在伊斯兰堡的总部外，巴基斯坦联合通讯社在卡拉奇、拉合尔、白沙瓦、奎达和拉瓦尔品第设有5个局，在苏库尔、木尔坦、奎达、费萨拉巴德、拉尔卡纳、海得拉巴和穆扎法拉巴德设有7个新闻中心。任何通讯社的编辑功能是和报纸一样的，即由报道团队和新闻中心之间进行分配。在规模较小的中心，编辑人员包括记者和副主编。报道团队为记者，负责报道经济、体育、犯罪、国家和省级议会或政府主要部门新闻。新闻中心负责写作文案和协调报道团队的活动。他们还负责政府信息和私人机构（包括国内和国际非政府组织，大使馆和外国使团）的新闻稿。
整个新闻业务由位于伊斯兰堡总部中央新闻台（CND）监控。各局的新闻报道、特写被送到伊斯兰堡进行编辑，并从那里统一向全国发行。CND通过互联网将新闻与外国新闻机构、本地和外国的报纸、政府机构、电视台和广播电台连接。